# Schiavona (Waffe)
Die Schiavona war ein Schwert, das in Italien während des 16. und 17. Jahrhunderts populär war. Sie stammt vom Schwert der venetischen Dogengarde ab, der Name entstand, da sich die Garde hauptsächlich aus dalmatischen Slawen (Schiavoni) zusammensetzte.
Die Schiavona ist ein Breitschwert und hatte eine breitere Klinge als das zeitgenössische Rapier. Ein erhaltenes Schwert misst 93,2 cm × 3,4 cm × 0,45 cm, die Klinge enthält beidseitig Rillen, die sich über 1/4 ihrer Länge erstrecken. Mit einem Gewicht von 1,1 kg war sie sowohl als Hieb- als auch als Stichwaffe geeignet.
Die Schiavona fand in den Armeen der Länder, welche mit Italien Handel trieben, im 17. Jahrhundert eine weite Verbreitung. Außerdem war sie teilweise die erste Wahl für schwere Kavallerie.